# Říčka
La Říčka (en allemand Goldbach) est un ruisseau de Moravie qui prend sa source dans la chaîne des Drahan, se jette dans la Nedašovka, donc est un sous-affluent du Danube. 

## Géographie
Il traverse les villages de Telnice (Brno) et de Ponor Estavela, au nord-ouest de Hostěnice, où il se transforme en écoulement souterrain. 